# Rheinfelden (Baden)
Rheinfelden é uma cidade da Alemanha, no distrito de Lörrach, na região administrativa de Freiburg, estado de Baden-Württemberg.